# Liste der Monuments historiques in Saint-Martin-lès-Langres
Die Liste der Monuments historiques in Saint-Martin-lès-Langres führt die Monuments historiques in der französischen Gemeinde Saint-Martin-lès-Langres auf.

## Liste der Immobilien
| Bezeichnung         | Beschreibung                                                    | Standort                 | Kennzeichnung | Schutzstatus | Datum | Bild |
| ------------------- | --------------------------------------------------------------- | ------------------------ | ------------- | ------------ | ----- | ---- |
| Wegekreuz           | aus dem 15. Jahrhundert                                         | Rue du Lavoir (Lage)     | PA00079233    | Inscrit      | 1926  |      |
| Château de Melville | 1780 erbaut; mit Wirtschaftsgebäuden und Teilen der Ausstattung | östlich des Ortes (Lage) | PA00079296    | Inscrit      | 1990  |      |